# Phaea carnelia
Phaea carnelia là một loài bọ cánh cứng trong họ Cerambycidae.